# Alfredo Mazzone
Alfredo Mazzone (Vizzini, 22 gennaio 1922 – Vizzini, 14 gennaio 1989) è stato un drammaturgo e regista italiano.
Nel 1972 fu il promotore delle Rappresentazioni verghiane, che si proponevano di mettere in scena le opere di Giovanni Verga all'aperto, nei luoghi dove l'autore aveva immaginato che si svolgesse l'azione. La prima fu L'amante di Gramigna, rappresentato in una cava poco fuori Vizzini. Il suo modo di fare teatro, senza barriere tra attori e pubblico, fu detto teatro di riviviscenza. Tra gli attori che lavorarono per Mazzone fino al 1987 (anno in cui egli smise di fare il regista) ci furono Arnoldo Foà, Regina Bianchi, Turi Ferro, Giulio Brogi, Orso Maria Guerrini e Fioretta Mari.
Al cinema diresse un solo film nel 1973, Quando la carne urla.
Le sue opere sono state pubblicate solo nel 2004 con il nome di La roba, i galantuomini, gl'innamorati.